# Adam Gotsis
Adam Gotsis (Melbourne, Victoria, 23 de septiembre de 1992) es un jugador profesional australiano de fútbol americano que se desempeña en la posición de defensive end en Jacksonville Jaguars, equipo de la National Football League (NFL).

## Carrera
Fue seleccionado en la segunda ronda en la Reunión Anual de Selección de Jugadores de la NFL de 2016. Hizo su debut profesional con el equipo Denver Broncos, en el cual jugó cuatro temporadas (2016-2020), luego pasó a Jacksonville Jaguars, donde lleva jugando cuatro temporadas.